# ブロードキャスト・トラックス
『ブロードキャスト・トラックス』は、テレビ番組・ラジオ番組の代表曲を集めた、サウンド・トラックのコンピレーション・アルバム。

## 概要
「テレビ局を代表する曲を集めたテレビ局別のサウンド・トラックはできないか」と、ユニバーサルミュージック日本法人からテレビ朝日に企画が持ち込まれ、TBSテレビと毎日放送の両社が乗った形となる。
権利関係許諾が一番取りやすかった毎日放送（MBS）編（品番：CDSOL-1314）は2009年10月7日にウルトラ・ヴァイヴから先行発売。TBS編（規格品番：UICZ-8062）は2009年10月14日に、テレビ朝日編（規格品番：UICZ-8061）は2009年11月11日にそれぞれユニバーサルミュージックジャパンから発売された。
音楽ライターの濱田高志が選曲・監修している。

## 収録曲
過去に各番組のサウンド・トラック等に収録された曲の再録もあるが、初めて音源化され、CDに初収録された曲もある。

### 毎日放送（MBS）編
ミリカ・ミュージックが協力。
1. 大阪市音楽団「MUSIC IN THE AIR!」
MBSオープニング
作曲：アルフレッド・リード
2. 真珠の小箱
作曲：宅孝二
3. アップダウンクイズ
作曲：田中正史
4. アップダウンクイズ ハワイ行き決定BGM
作曲：田中正史、ジャック・ピットマン
5. 野生の王国テーマ曲
作曲：宇野正寛
6. 日清食品“ハッピーじゃないか”
『ヤングおー!おー!』テーマ[2]
作詞：阿久悠、作曲：小林亜星
7. 夜の大作戦 オープニング・テーマ
8. 夜の大作戦 エンディング・テーマ
9. 世界まるごとHOWマッチ「HOWマッチテーマ」
作曲：前田憲男
10. すてきな出逢い いい朝8時[3]
11. あどりぶランド
作曲：キダ・タロー
12. クイズ!!ひらめきパスワード
作曲：井上堯之
13. 地球ZIG ZAGテーマ
作曲：手使海ユトロ[4]
14. 世界ウルルン滞在記テーマ「風たちとの出逢い」
作曲：手使海ユトロ
15. 世界ウルルン滞在記「次の国」
作曲：手使海ユトロ
16. 世界ウルルン滞在記「出会ったぁ!」
作曲：手使海ユトロ
17. 世界ウルルン滞在記「船出（Von Voyage）」
作曲：手使海ユトロ
18. ちちんぷいぷい「ぷいぷい行進曲」
作曲：おのまきこ、こじまいづみ
19. ちちんぷいぷい「ぷいぷいチャン」
作曲：おのまきこ、こじまいづみ
20. VOICE「VOICE TITLE -INTO THE LIGHT-」
作曲：MQBIC
21. 情熱大陸+Pのテーマ ※PODCASTテーマ
作曲：岡崎雄二郎
22. 地球感動配達人 走れ!ポストマンテーマ
作曲：佐橋俊彦
23. 中島そのみ「鉄腕アトム」
作詞：青木義久、作曲：益田克幸
24. K・M・S男声合唱団「戦国大統領」
作詞：星野哲郎、作曲：関野幾生
25. それからの武蔵
作曲：高橋半
26. 源氏物語
作曲：武満徹
27. わが父北斎
作曲：大栗裕
28. 華麗なる一族
作曲：坂田晃一
29. 青春の門 第1部 - 筑豊篇
作曲：佐藤勝
30. 青春の門 第2部 - 自立篇
作曲：間宮芳生
31. 茶木みやこ「まぼろしの人」
『横溝正史シリーズI』主題歌
作詞：寺山寿和、作曲：茶木みやこ
32. 茶木みやこ「あざみの如くトゲあれば」
『横溝正史シリーズII』主題歌
作詞：阿久悠、作曲：茶木みやこ
33. 不毛地帯
作曲：井上堯之
34. ピュア・ラブ「メインタイトル」
作曲：栗山和樹
35. 暖流
作曲：小六禮次郎
36. お・ばんざい!「孤軍奮闘!」
作曲：渡辺俊幸
37. 京都へおこしやす!「遥かなる空へ」
作曲：栗山和樹
38. 噂のらいよんチャンネル
作詞/作曲：オカノアキラ&P3
39. らいよん王さまのテーマ
作詞/作曲：オカノアキラ&P3
40. オーサカキングでオールOK!
作詞/作曲：オカノアキラ&P3
41. さてはトコトン菊水丸「さてトコPART2」 ※ボーナス・トラック
作詞：河内家菊水丸、作曲：石田雄一
42. ヤングタウンテーマソング ※ボーナス・トラック
作曲：中元清純
43. ありがとう浜村淳です「ありがとう」 ※ボーナス・トラック
作詞：ありがとう制作スタッフ、作曲：奥村貢
44. MBS TVクロージング（千里version）
作曲：池辺晋一郎

### TBS編
1. 七人の刑事 メインタイトル
作曲/編曲：山下毅雄
2. ウルトラQ メインテーマ
作曲：宮内国郎
3. 時間ですよのテーマ
作曲：山下毅雄
4. オーケストラがやってきた
作曲：ヨハン・シュトラウス2世、編曲：山本直純
5. Gメン'75のテーマ
作曲/編曲：菊池俊輔
6. ムーのテーマ
作曲：荒木一郎、編曲：森本太郎
7. ザ・ベストテンのテーマ [5]
作曲/編曲：服部克久
8. ザ・ベストテン 1位のファンファーレ[5]
作曲/編曲：長洲忠彦[6]
9. スポットライトのテーマ[5]
作曲/編曲：長洲忠彦
10. 海援隊「贈る言葉」
テレビドラマ『3年B組金八先生』主題歌
作詞：武田鉄矢、作曲：千葉和臣、編曲：惣領泰則
11. 世界ふしぎ発見 オープニング
作曲：越部信義、編曲：内藤慎也
12. 痛快なりゆき番組 風雲!たけし城 オープニング
作曲：小野寺忠和
13. 石井明美「CHA-CHA-CHA」
テレビドラマ『男女7人夏物語』主題歌
作詞：G.Boido、日本語詞：今野雄二、作曲：B.Reitano / B.Rosellini / F.Baldoni / F.Reitano、編曲：戸塚修
14. MALTA「SEXY GALAXY」[7]
『噂の!東京マガジン』オープニングテーマ
作曲：Yoshi Malta
15. ニュースの森2001 オープニング　
作曲：神山純一
16. さんまのからくりTV オープニング
作曲：長谷川智樹
17. 鳥山雄司「THE SONG OF LIFE」
ドキュメンタリー番組『世界遺産』主題曲
作曲/編曲：鳥山雄司
18. 千住明 featuring 羽田健太郎、小松長生、日本フィルハーモニー交響楽団「ピアノ協奏曲「宿命」＜第一楽章より抜粋＞」
テレビドラマ『砂の器』挿入曲
作曲/編曲：千住明
19. 河野伸「朔と亜紀」
テレビドラマ『世界の中心で、愛をさけぶ』
作曲/編曲：河野伸
20. 門藤「ほほえみ日和（お天気BGM）」
『みのもんたの朝ズバッ!』根本美緒お天気BGM
作曲：門脇大輔
21. 鴨宮諒「CIAO!」
『2時っチャオ!』主題曲
作曲：鴨宮諒
22. 山下康介「リターンズ メインテーマ」
金曜ドラマ『花より男子2（リターンズ）』
作曲/編曲：山下康介
23. 熊田豊「SCRATCH ON THE EDGE」
『メヂカラ』主題曲
作曲：熊田豊
24. 千住明「まち・モノ語り」
作曲/編曲：千住明
25. 羽毛田丈史「ROOKIES 愛のテーマ」
作曲/編曲：羽毛田丈史
26. 羽岡佳 featuring 佐橋佳幸「ONESTEP!」
ドキュメンタリー番組『ワンステップ!』エンディングテーマ
作曲/編曲：羽岡佳
27. 天地総子「全国こども電話相談室テーマソング」
TBSラジオ『全国こども電話相談室』より
作詞：吉岡治、作曲：八城一夫
28. 東京佼成ウインドオーケストラ「コバルトの空」
TBSテレビ&TBSラジオ スポーツ番組テーマソング
作曲：レイモンド服部

### テレビ朝日編
テレビ朝日ミュージック、東映が製作協力。
1. 木島則夫モーニングショーのテーマ
作曲：重松岩雄
2. 桂小金治アフタヌーンショーのテーマ
作曲：小川寛興
3. 東京混声合唱団「氷点 テーマ」
テレビドラマ『氷点』（1966年版）主題歌
作曲：山本直純
4. 当真美智子「夜がつぶやく」
テレビドラマ『絢爛たる復讐』主題歌
作詞：滝田順、作曲/編曲：渡辺宙明
5. 問題BGM クイズタイムショック オープニング・テーマ
作曲：山下毅雄
6. クイズタイムショック 予告BGM
作曲：山下毅雄
7. 問題BGM クイズタイムショック オープニング・アタック
作曲：山下毅雄
8. 問題BGM クイズタイムショック クエスチョンBGM
作曲：山下毅雄
9. だいこんの花 BGM
作曲：冨田勲
10. ポリドール・オーケストラ「非情のライセンス メイン・テーマ」 （Album Version）
作曲/編曲：渡辺岳夫
11. 徹子の部屋 オープニング（昭和63年バージョン）
作曲：いずみたく
12. 堀江美都子「タンゴむりすんな!」
テレビドラマ『俺はあばれはっちゃく』主題歌
作詞：山中恒、作曲：渡辺岳夫、編曲：小谷充
13. ホーネッツ「西部警察 メイン・テーマTVミックス」（TVサイズ）
作曲/編曲：宇都宮安重
14. 溝口肇「世界の車窓から」
作曲/編曲：溝口肇
15. 松谷卓「STARGAZER」
『スーパーJチャンネル』主題曲
作曲/編曲：松谷卓
16. 子龍「ユニバース」（オーケストラ・ヴァージョン）
『素敵な宇宙船地球号』テーマソング
作曲/編曲：子龍、オーケストラ・アレンジ：武沢豊
17. MYSTIC ANTIQUE
テレビドラマ『トリック』挿入曲
作曲/編曲：辻陽
18. OLUOLU MAKANI
『SmaSTATION!!!』テーマソング
作曲/編曲：服部隆之
19. 東儀秀樹「Eternal Vision」
『ポカポカ地球家族』主題歌
作曲：東儀秀樹、編曲：土方隆行
20. 相棒 シーズン1 オープニング・テーマ （ロング・ヴァージョン）
作曲/編曲：池頼広
21. SAVE OUR SOULS
『奇跡の扉 TVのチカラ』テーマソング
作曲：石川一宏
22. 特命係長 只野仁 オープニング・テーマ（TVサイズ）
作曲：仲西匡
23. 快適!ズバリ
作詞/作曲：平岩嘉信
24. 黒革の手帖 Main Theme A Final
作曲：上田益
25. 愛と死をみつめて BGM
作曲：溝口肇
26. BIGBELL「ほのか」
『ちい散歩』主題歌
作曲：西原大介、編曲：近藤嶺
27. 点と線 メインテーマ
作曲：坂田晃一
28. メイン・テーマ 愛しみの夜会
テレビドラマ『鹿鳴館』テーマソング
作曲：古澤巌
29. 天と地と BGM
作曲：栗山和樹
30. time line
『ANNニュース』テーマソング
作曲：榊原大
31. ボーナストラック：「テレビ朝日の歌」
作詞：阿久悠、作曲：小林亜星